# 1964年日本グランプリ (4輪)
1964年の日本グランプリは、1964年5月2日と5月3日に鈴鹿サーキットにて決勝レースが行われた。正式名称は第2回日本グランプリ自動車レース大会。国内自動車メーカーのモータースポーツ活動が本格化し、「スカイライン伝説」が誕生したレースとして知られる。

## 概要

### 運営方式
2年目の日本GP開催を迎え、主催者は日本自動車スポーツ協会（JASA）から日本のASNである日本自動車連盟（JAF）へ交代した。第1回大会ではレギュレーションの不備による混乱もみられたが、今回はJAFスポーツ委員会が作成した国内競技規定が適用された。
競技は2日間に10クラス11レースが行われた。参加車輌の大半は国産乗用車であり、排気量別にツーリングカー6クラス、GTカー3クラスに分けられた。加えてフォーミュラ・ジュニア（FJ）マシンによる国内初のフォーミュラカーレース、「JAFトロフィー」が行われた。

### 国内自動車メーカーの競争過熱
第2回大会はアマチュア主体の前回から様変わりし、国内自動車メーカーが真剣勝負を繰り広げるイベントとなった。外国車輸入自由化が迫り、自動車業界の再編が囁かれる時勢において、日本GPの勝利は顧客に技術力をアピールする有効な宣伝材料となった。前回、出場3クラスに優勝したトヨタは新聞広告などで大々的にグランプリ優勝キャンペーンを行い、販売成績を伸ばした。レースに消極的だった他社もこれに刺激され、日本GPに向けて体制を整えた。トヨタ、日産、新三菱、プリンス、本田技研、東洋工業、いすゞ、鈴木自工、富士重工、日野といった、国内自動車メーカーのほぼ全てがワークスチームを送り込むという、後先にも例のないレースとなった。
各ワークスは市販車に競技用スペシャルチューンを施し、海外から高性能パーツを取り寄せ、公認取得のためスポーツキットを発売した。特にプリンスチームは前年の惨敗ぶりから、社長の「次は絶対に勝て」の厳命が下り、このレースに勝つためだけの特別な車を作った程であった。
2輪ライダーのスカウトや一般オーディションでワークスドライバーを選抜し、高額の契約金を支払った。今大会では田中健二郎（日産）、鈴木誠一（日産）、北野元（ホンダ）、砂子義一（プリンス）、大石秀夫（プリンス）、片山義美（東洋工業）、浮谷東次郎（トヨタ）らが4輪レースデビューした。
鈴鹿サーキットでの練習走行にも熱が入り、クラッシュや横転事故が相次いだ。1時間25万円というコース使用料を惜しまず専有走行時間を取り合い、コース脇には他社の動向を探るスパイが出没した。トヨタが自社テストコースに鈴鹿を模したコーナーを作ったと聞けば、ライバルはヘリコプターを飛ばして上空から偵察した。日本GPに投じられた費用総額は10億円、トヨタと日産は2億円、プリンスは1億5千万円と報じられた。

## レース展開

### ツーリングカー
T-I（400cc以下）
参加17台、予選16台、決勝15台、完走12台
前年本命視されながら敗れたスバル・360がワンツーフィニッシュして雪辱を果たした。逃げ切った大久保力の後方では6台の混戦となり、3、6位はスズライト・フロンテ。4、5位は初出場のキャロル360。3位望月修と4位片山義美は写真判定の大接戦だった。
T-II（401〜700cc）
参加23台、予選21台、決勝20台、完走16台
前回優勝したトヨタ・パブリカが今回も14台出走。先頭集団3台の同門対決が白熱し、僅差で浅野剛男が優勝した。片山義美がマツダ・キャロル600でパブリカ勢に割って入り、4位となる健闘をみせた。
T-III（701〜1000cc）
参加19台、予選16台、決勝15台、完走11台
三菱・コルト1000が1位から4位を独占。前回優勝の日野・コンテッサが5〜7位と性能差が結果に表れた。コルト3台の先頭争いをリードした益子治が最終ラップにスピンし、加藤爽平が優勝。写真家早崎治のミニ・クーパーSはヘアピンで横転、フロントガラスを割りながら8位で完走した。
T-IV（1001〜1300cc）
参加18台、予選17台、決勝16台、完走14台
今大会のオープニングレース。16台中13台を占める日産・ブルーバードスポーツのワンメイク状態となり、12位までを独占した。7周目に鈴木誠一と服部金蔵を一気にかわした田中健二郎が優勝した。
T-V（1301〜1600cc）
参加33台、予選33台、決勝30台、完走24台
前回勝者のトヨタ・コロナ10台にプリンス・スカイライン8台、いすゞ・ベレット10台が挑む3メーカー対決。激戦の予想を裏切り、スカイライン勢が1〜7位独占と圧勝した。生沢徹はエンジンの不調で出遅れたが、復調すると先行車を次々と追い抜き、19台抜きで優勝した。
T-VI（1601〜2000cc）
参加43台、予選42台、決勝30台、完走22台
トヨタ・クラウン10台、プリンス・グロリア9台、日産・セドリック7台、いすゞ・ベレル4台というメーカー対決の最激戦クラス。馬力に勝るグロリア3台に式場壮吉のクラウンが食い下がり、その善戦に観客席から大声援が送られた。集団をリードした須田祐弘が11周目にリタイアし、最後は大石秀夫が後続を突き放して優勝した。

### GTカー
GT-I（1000cc以下）
参加22台、予選21台、決勝21台、完走19台
ベニヤ製モノコックのマーコスGT2台がイギリスから参戦。マイケル・ナイトのマーコスGTがスタートの出遅れを挽回して独走するが、レース後にフライングと判定され1分加算で5位に降格。ホンダ・S600勢が1〜4位独占となった。繰り上げ優勝のロニー・バックナムは同年のホンダF1初参戦のドライバーとなる。
GT-II（1001〜2000cc）
参加36台、予選34台、決勝30台、完走20台
プリンス・スカイラインGT7台、日産・フェアレディ14台ほか外国車が出場。式場壮吉のポルシェ・904がスカイラインGT勢を下して優勝した。7周目、生沢徹のスカイラインGTが式場を抜いて先頭に立った場面は今大会のハイライトとなった。詳細はGT-IIクラスの対決の節を参照。
GT-III（2001cc以上）
参加7台、予選7台、決勝5台、完走4台
国産車は出場せず、個人参加の外国車5台のみ出場。安田銀二のジャガー・Eタイプが独走し、完走した4位まで全車ジャガーだった。

### フォーミュラカー
JAFトロフィー
参加20台、予選14台、決勝出走14台（1日目）/11台（2日目）、完走10台（1日目）/8台（2日目）
大会両日に2レースを行い、各レース1位から6位にポイント（9-6-4-3-2-1点）を与え、合計得点で総合成績を決める方式。海外招待選手がロータス、ブラバム、ローラなどの新旧FJマシンを持ち込む中、塩沢商工が日野の協力をえて製造した国産初のフォーミュラカー、デル・コンテッサ3台も出場した。
前年の国際スポーツカークラス優勝者ピーター・ウォーの乗るロータス・27が本命とみられたが、20歳のマイケル・ナイトが乗るブラバム・BT6が2レースともロータスを突き放して圧勝した（3位以下は周回遅れ）。立原義次のコンテッサは2レースとも2周遅れながら6位完走した。

## 結果一覧
車名表記は公式記録に基づく。

### ツーリングカー
| 順位 | No. | ドライバー | 車名                | 周回 | タイム  | グリッド |
| ---- | --- | ---------- | ------------------- | ---- | ------- | -------- |
| 1    | 9   | 大久保力   | スバル360           | 7    | 24'11.1 | 1        |
| 2    | 12  | 小関典幸   | スバル360           | 7    | 24'15.6 | 2        |
| 3    | 16  | 望月修     | スズライト フロンテ | 7    | 24'23.8 | 4        |
| 4    | 3   | 片山義美   | キャロル360         | 7    | 24'23.8 | 3        |
| 5    | 6   | 小野英男   | キャロル360         | 7    | 24'24.5 | 7        |
| 6    | 19  | 藤田晴久   | スズライト フロンテ | 7    | 24'27.0 | 6        |

- ポールポジション記録：3'27.0 大久保力（スバル）
- ファステストラップ：3'22.9 小関典幸（スバル） 6周目

| 順位 | No. | ドライバー | 車名         | 周回 | タイム  | グリッド |
| ---- | --- | ---------- | ------------ | ---- | ------- | -------- |
| 1    | 19  | 浅野剛男   | パブリカUP10 | 9    | 28'52.0 | 3        |
| 2    | 22  | 細谷四方洋 | パブリカUP10 | 9    | 28'52.0 | 1        |
| 3    | 20  | 北原豪彦   | パブリカUP10 | 9    | 28'52.4 | 4        |
| 4    | 6   | 片山義美   | キャロル600  | 9    | 29'10.9 | 6        |
| 5    | 21  | 戸坂六三   | パブリカUP10 | 9    | 29'11.4 | 2        |
| 6    | 17  | 山口晃正   | パブリカUP10 | 9    | 29'51.9 | 5        |

- ポールポジション記録：3'08.9 細谷四方洋（パブリカ）
- ファステストラップ：3'09.2 細谷四方洋（パブリカ） 9周目

| 順位 | No. | ドライバー         | 車名       | 周回 | タイム  | グリッド |
| ---- | --- | ------------------ | ---------- | ---- | ------- | -------- |
| 1    | 15  | 加藤爽平           | コルト1000 | 10   | 32'31.3 | 1        |
| 2    | 17  | 横山徹             | コルト1000 | 10   | 32'32.0 | 4        |
| 3    | 19  | 石津祐介           | コルト1000 | 10   | 32'37.4 | 5        |
| 4    | 16  | 田中八郎           | コルト1000 | 10   | 32'47.2 | 3        |
| 5    | 8   | ロバート・ダンハム | コンテッサ | 10   | 33'39.6 | 6        |
| 6    | 5   | 塩沢勝臣           | コンテッサ | 10   | 33'41.0 | 8        |

- ポールポジション記録：3'12.6 加藤爽平（コルト）
- ファステストラップ：3'11.8 横山徹（コルト） 9周目

| 順位 | No. | ドライバー | 車名                  | 周回 | タイム  | グリッド |
| ---- | --- | ---------- | --------------------- | ---- | ------- | -------- |
| 1    | 15  | 田中健二郎 | ブルーバード スポーツ | 12   | 37'16.3 | 1        |
| 2    | 8   | 鈴木誠一   | ブルーバード スポーツ | 12   | 37'18.6 | 2        |
| 3    | 17  | 服部金蔵   | ブルーバード スポーツ | 12   | 37'22.0 | 3        |
| 4    | 16  | 津々見友彦 | ブルーバード スポーツ | 12   | 38'03.1 | 4        |
| 5    | 9   | 井口のぼる | ブルーバード スポーツ | 12   | 38'04.4 | 6        |
| 6    | 11  | 宇田川武良 | ブルーバード スポーツ | 12   | 38'29.2 | 5        |

- ポールポジション記録：3'04.6 田中健二郎（ブルーバード）
- ファステストラップ：3'03.6 田中健二郎（ブルーバード） 10周目

| 順位 | No. | ドライバー | 車名                       | 周回 | タイム  | グリッド |
| ---- | --- | ---------- | -------------------------- | ---- | ------- | -------- |
| 1    | 31  | 生沢徹     | プリンス・スカイライン1500 | 15   | 44'45.6 | 12       |
| 2    | 30  | 杉田幸朗   | プリンス・スカイライン1500 | 15   | 44'46.3 | 1        |
| 3    | 27  | 大石秀夫   | プリンス・スカイライン1500 | 15   | 44'46.6 | 3        |
| 4    | 29  | 砂子義一   | プリンス・スカイライン1500 | 15   | 44'47.3 | 5        |
| 5    | 32  | 殿井宣行   | プリンス・スカイライン1500 | 15   | 45'01.0 | 2        |
| 6    | 33  | 須田祐弘   | プリンス・スカイライン1500 | 15   | 45'01.2 | 4        |

- ポールポジション記録：2'58.6 杉田幸朗（スカイライン）
- ファステストラップ：2'55.0 生沢徹（スカイライン） 10周目/砂子義一（スカイライン） 14周目

| 順位 | No. | ドライバー | 車名         | 周回 | タイム    | グリッド |
| ---- | --- | ---------- | ------------ | ---- | --------- | -------- |
| 1    | 39  | 大石秀夫   | グロリアS41  | 20   | 1:00'10.6 | 4        |
| 2    | 38  | 杉田幸朗   | グロリアS41  | 20   | 1:00'16.9 | 3        |
| 3    | 29  | 式場壮吉   | クラウンRS40 | 20   | 1:00'25.9 | 9        |
| 4    | 37  | 横山達     | グロリアS41  | 20   | 1:00'30.9 | 6        |
| 5    | 31  | 寺西孝利   | クラウンRS40 | 20   | 1:01'12.7 | 14       |
| 6    | 32  | 多賀弘明   | クラウンRS40 | 20   | 1:01'25.3 | 11       |

- ポールポジション記録：2'56.4 生沢徹（グロリア）
- ファステストラップ：2'57.8 古平勝（グロリア） 18周目

### GTカー
| 順位 | No. | ドライバー         | 車名       | 周回 | タイム     | グリッド |
| ---- | --- | ------------------ | ---------- | ---- | ---------- | -------- |
| 1    | 15  | ロニー・バックナム | ホンダS600 | 12   | 36'28.9    | 2        |
| 2    | 21  | 北野元             | ホンダS600 | 12   | 36'30.1    | 3        |
| 3    | 16  | 島崎貞夫           | ホンダS600 | 12   | 36'51.0    | 6        |
| 4    | 20  | 漆山伍郎           | ホンダS600 | 12   | 37'04.2    | 5        |
| 5    | 23  | マイケル・ナイト   | マルコGT   | 12   | 36'15.0+1' | 1        |
| 6    | 19  | 古我信生           | ホンダS600 | 12   | 37'29.5    | 9        |

- ポールポジション記録：2'56.4 マイケル・ナイト（マーコス）
- ファステストラップ：2'53.6 マイケル・ナイト（マーコス） 2周目

| 順位 | No. | ドライバー | 車名                      | 周回 | タイム  | グリッド |
| ---- | --- | ---------- | ------------------------- | ---- | ------- | -------- |
| 1    | 1   | 式場壮吉   | ポルシェ・カレラGTS       | 16   | 45'29.9 | 3        |
| 2    | 39  | 砂子義一   | プリンススカイラインGTS54 | 16   | 45'39.3 | 2        |
| 3    | 41  | 生沢徹     | プリンススカイラインGTS54 | 16   | 45'58.8 | 1        |
| 4    | 35  | 古平勝     | プリンススカイラインGTS54 | 16   | 46'48.8 | 6        |
| 5    | 38  | 殿井宣行   | プリンススカイラインGTS54 | 16   | 46'58.5 | 8        |
| 6    | 40  | 須田祐弘   | プリンススカイラインGTS54 | 16   | 46'59.1 | 5        |

- ポールポジション記録：2'49.3 生沢徹（スカイライン）
- ファステストラップ：2'48.4 式場壮吉（ポルシェ） 15周目

| 順位 | No. | ドライバー | 車名          | 周回 | タイム    | グリッド |
| ---- | --- | ---------- | ------------- | ---- | --------- | -------- |
| 1    | 6   | 安田銀治   | ジャガー(XKE) | 20   | 58'43.1   | 1        |
| 2    | 1   | 横山達     | ジャガー(XKE) | 20   | 59'07.9   | 2        |
| 3    | 2   | 青木周光   | ジャガー(XKE) | 20   | 1:00'37.6 | 3        |
| 4    | 3   | 渡辺三三   | ジャガー(XKE) | 20   | 1:01'16.5 | 4        |

- ポールポジション記録：2'53.8 安田銀治（ジャガー）
- ファステストラップ：2'52.4 安田銀治（ジャガー） 2周目

### フォーミュラカー
| 順位 | No. | ドライバー             | 車名             | 周回 | タイム  | グリッド | ポイント |
| ---- | --- | ---------------------- | ---------------- | ---- | ------- | -------- | -------- |
| 1    | 12  | マイケル・ナイト       | BRABHAM          | 15   | 38'46.4 | 1        | 9        |
| 2    | 15  | ピーター・ウォー       | ロータス27       | 15   | 40'04.1 | 2        | 6        |
| 3    | 16  | フランシス・フランシス | ロータス22       | 14   | 40'22.9 | 3        | 4        |
| 4    | 23  | アーサー・ラウレル     | ロータス22       | 14   | 41'36.2 | 4        | 3        |
| 5    | 20  | R.リトラー             | ロータスQOJ      | 13   | 38'49.6 | 10       | 2        |
| 6    | 1   | 立原義次               | デル・コンテッサ | 13   | 39'15.9 | 6        | 1        |

| 順位 | No. | ドライバー             | 車名             | 周回 | タイム  | グリッド | ポイント |
| ---- | --- | ---------------------- | ---------------- | ---- | ------- | -------- | -------- |
| 1    | 12  | マイケル・ナイト       | BRABHAM          | 20   | 52'37.5 | 1        | 9        |
| 2    | 15  | ピーター・ウォー       | ロータス27       | 20   | 52'57.5 | 2        | 6        |
| 3    | 23  | アーサー・ラウレル     | ロータス22       | 19   | 53'14.3 | 4        | 4        |
| 4    | 16  | フランシス・フランシス | ロータス22       | 19   | 53'15.4 | 3        | 3        |
| 5    | 20  | R.リトラー             | ロータスQOJ      | 18   | 53'24.9 | 10       | 2        |
| 6    | 1   | 立原義次               | デル・コンテッサ | 18   | 53'49.5 | 6        | 1        |

- 総合成績
  - 1位 - マイケル・ナイト（ブラバム） 18点
  - 2位 - ピーター・ウォー（ロータス） 12点
  - 3位 - アーサー・ラウレル（ロータス） 7点
  - 4位 - フランシス・フランシス（ロータス） 7点
  - 5位 - R.リトラー（ロータス） 4点
  - 6位 - 立原義次（デル・コンテッサ） 2点
- ポールポジション記録：2'33.5 マイケル・ナイト（ブラバム）
- ファステストラップ
  - 1日目：2'31.9 マイケル・ナイト（ブラバム） 8周目
  - 2日目：2'33.2 マイケル・ナイト（ブラバム） 3周目

## GT-IIクラスの対決

### ポルシェ・904とプリンス・スカイラインGT

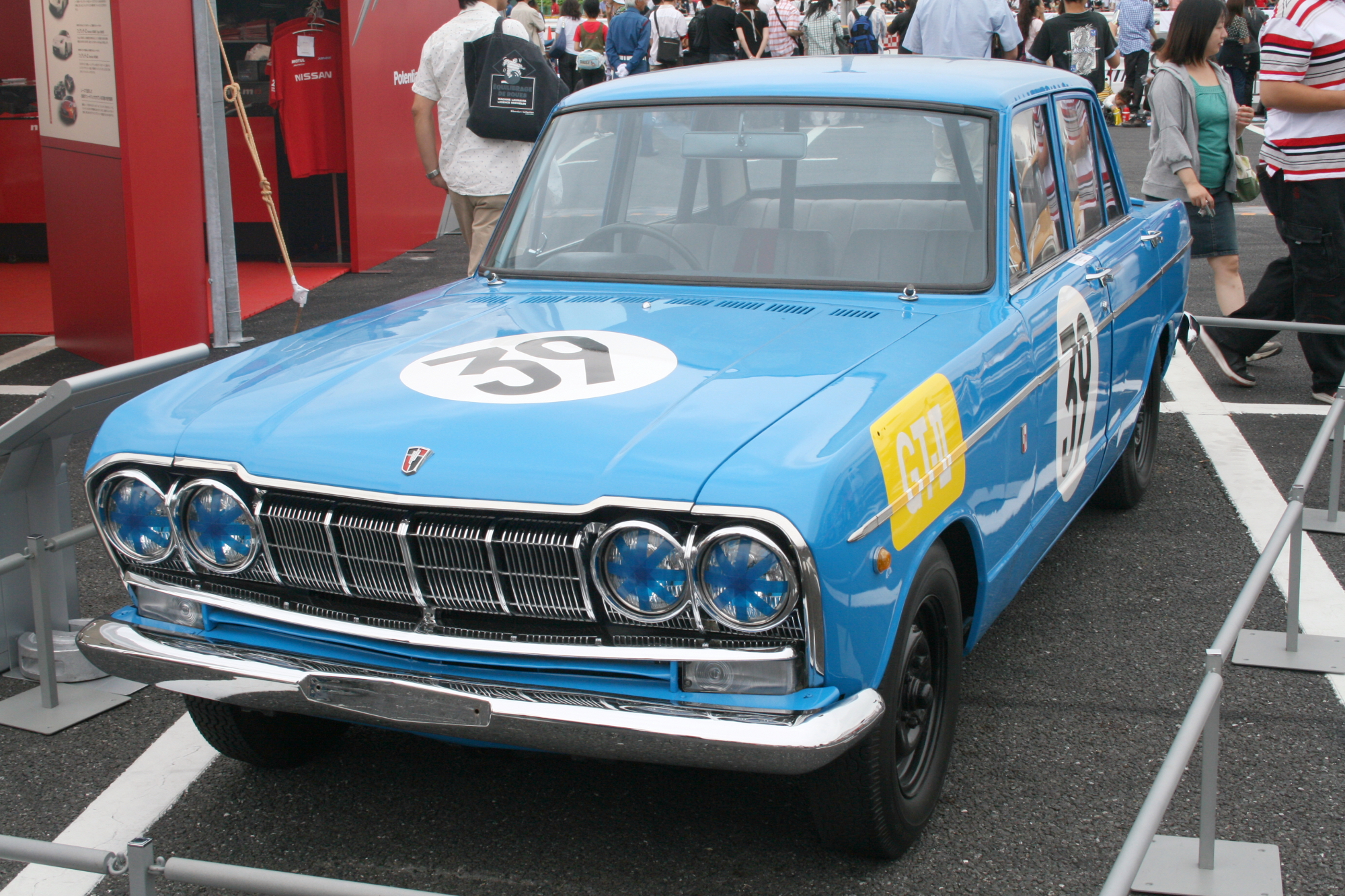
プリンス・スカイラインGT。No.39は砂子義一の車番

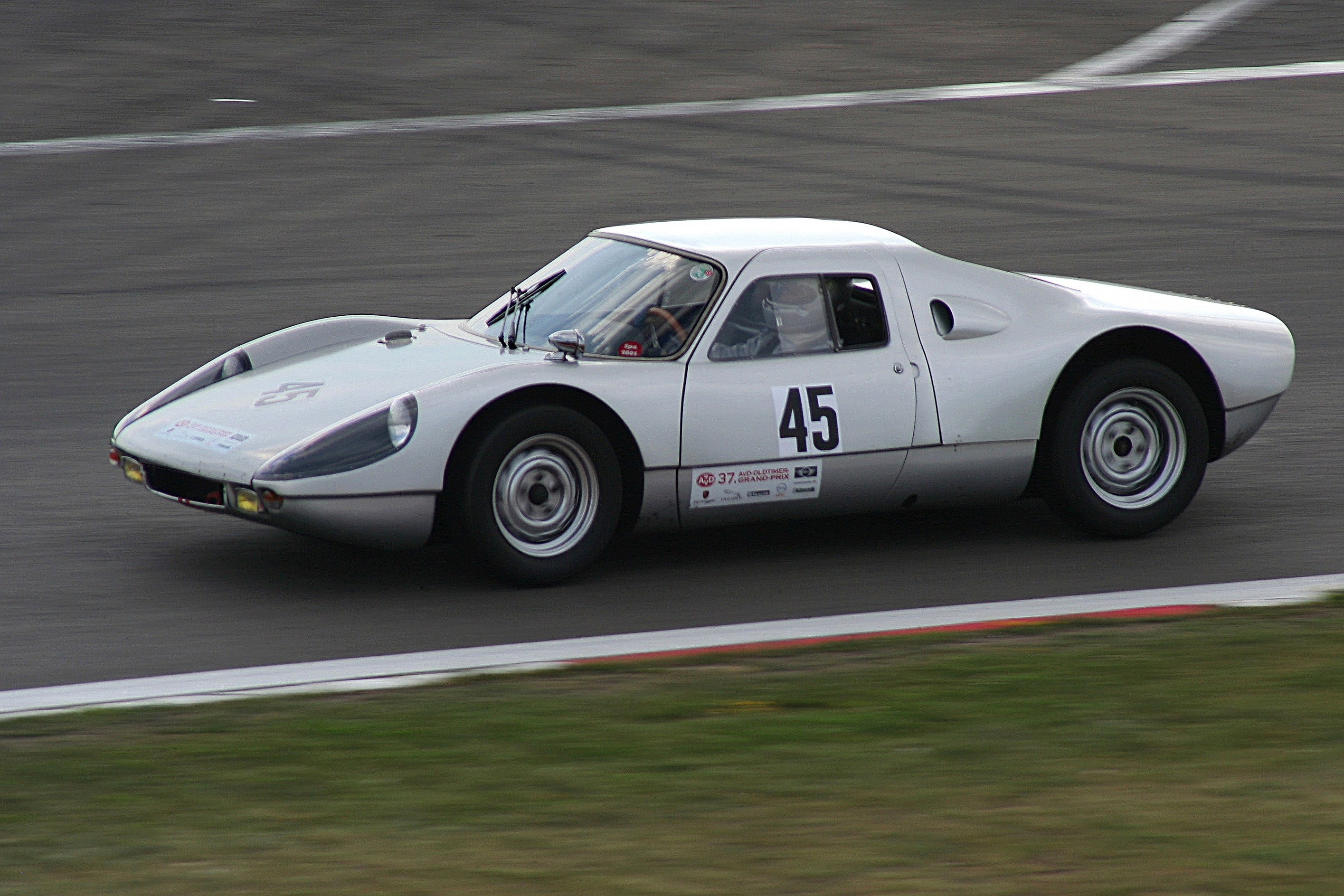
ポルシェ・904

GT-IIクラスの優勝候補は、前回大会で惨敗したプリンス自動車工業が雪辱を期して投入したスカイラインGTであった。単純に「小型セダンに大きなエンジンを載せれば速くなる」と、4気筒1,500㏄のスカイラインのボディを延長してグロリア用の6気筒2,000㏄エンジンを搭載し、ホモロゲーション取得のため急遽100台が製造された。練習走行では日本車として初めて2分50秒の壁を破り、本番での勝利は間違いないと目された。
しかし、式場壮吉はポルシェ・904を購入し、GT-IIクラスでレースに出場した。同じクラスとはいえ、904がレース用に設計されたミッドシップのレーシングカーであるのに対して、スカイラインGTはファミリーセダンの改造車に過ぎず、性能差は明らかだった。スカイラインGTの開発責任者だった櫻井眞一郎は、公式練習日に現われたポルシェを見たときの衝撃を「ポルシェ904をエイにたとえれば、スカイラインGTはさしずめダックスフントだった。最初から勝つ見込みがなくなった」「今でいえば怪物ですね。とにかく自動車に見えなかったですよ」と回想している。

### 予選中のクラッシュ
予選初日の結果は生沢徹、砂子義一のスカイラインGTが1、2位で、式場のポルシェは3位。雨天の予選2日目、ポルシェは1コーナーでスピンし、ガードレールに衝突してノーズ部分を大破した。ペダル類の位置を調節するピアノ線が切れ、ブレーキが効かなくなったことが原因だった。
ポルシェは名古屋の藤井ガレージに運ばれ、2日間の徹夜作業で応急修理された。FRPカウルの割れた箇所は旅館の浴衣を裂き、エポキシ樹脂を染み込ませて成型した。決勝日の朝、鈴鹿へ自走して戻る途中に名四国道の渋滞にはまったが、運良く通りかかった白バイに先導してもらいサーキットに到着した。この間、レース予定時刻を過ぎたとプリンス陣営が抗議すると、大会本部から「ポルシェは観客の目当てだから、到着するまで待ってやってくれ」と頼まれたという。スタート4分前、傷跡も痛々しいポルシェがグリッドに滑り込むと、スタンドから嵐のような拍手が起こった。プリンスのレース責任者の櫻井は「俺たちが遅れたら認めてくれないのに」と悔しがった。

### 決勝
スタートで1列目イン側から式場が一気にトップに立ち、逃げるポルシェを生沢のスカイラインGTが激しいドリフト走行で追うという展開になった。7周目、式場はS字区間で塚本育子のトライアンフ・TR4を周回遅れにしようとしたが、予測できないライン取りに戸惑い抜きあぐねた。生沢はその隙を突き、ヘアピン手前の110Rで2台をまとめて抜いてトップに躍り出た。スカイラインGTがポルシェを従えてホームストレートに戻ってくると、「スカイラインGTがトップを奪いました」との場内アナウンスにグランドスタンドの観客は総立ちとなり、大歓声が湧き上がった。
しかし、式場が翌周のスプーンカーブで生沢を抜き返すと独走態勢に持ち込み、生沢は抜き返そうとしなかった。それを見た砂子は「お前がポルシェを追いかけないなら俺が行く。どけ！」とばかりに生沢を抜き追走。それでも基本性能差はいかんともしがたく、式場は後続に10秒もの差をつけて圧勝したが、2位から6位までをスカイラインGT勢が占めた。表彰台の3人がオープンカーでパレードラップに向かうと、観客は生沢の健闘を称え、優勝者には「式場、来年は日本車に乗れ！」と野次が飛んだという。翌日の新聞は「泣くなスカイライン。鈴鹿の華」と健闘を絶賛した。

### エピソード

#### ポルシェ・904の「黒いうわさ」
ポルシェ・904の突然の参戦はレース前から話題となり、様々な憶測を呼んだ。904は4月1日にFIAの公認を受けたばかりの最新モデルであり、日本販売価格は571万円（当時の大卒初任給は2万円ほど）。また、トヨタは今回苦戦が予想されており、GTクラスに出場させる車種を持っていなかった。このため、トヨタがプリンスの勝利（=宣伝効果）を妨害しようと密かに904を手配し、式場に個人名義で出場させたのではないかという「黒いうわさ」が流布した。日産チームの田原源一郎いわく、「まだ生産台数も百台そこそこという最新型車が、こんなに早く日本にくるわけがないし、また個人でこれほど多額の費用もだしきれないはず。トヨタの仕組んだ大芝居です」。プリンス陣営は噂を本気で受け止めており、予選で904がクラッシュするとピットで肩を組んで大喜びし、「ざまぁみろ」と言う者もいた。また、決勝レースに間に合ったのは「トヨタの社員が修理に手を貸したから」ともいわれた。
この「トヨタ画策説」は日本のモータースポーツ史やヒストリックカー関連の文献でたびたび取り上げられている。自動車評論家の見解は「いずれも根も葉もない噂に過ぎない」（小林彰太郎）、「トヨタ自販が援助して急遽取り寄せた」（桂木洋二）、「トヨタが空冷エンジン研究用に購入したテスト車を式場が借り受けた」（大久保力）と様々である。
式場は後年のインタビューで「話としては面白いですけど、全然そんなことはなかったんですよ」と語り、自身の購入経緯を説明している。
- トヨタとは第1回大会の時から、同社が出場する予定のないGTやスポーツカーレースには、トヨタ以外の車で個人エントリーすると約束していた[13]。式場はワークス専業レーサーではなく、本職は雑誌『Five 6 Seven』（わせだ書房）の編集者だった。
- 最新型の904を入手できたのは、前年の日本GPに招待出場したポルシェワークスのフリッツ・フシュケ・フォン・ハンシュタイン監督のおかげだった[13]。式場は友人と日本ポルシェクラブ[14]を設立しており、ハンシュタインが帰国する際、来年の日本GPにポルシェで出場したいので、ポルシェ・356B 2000GS（カレラ2）[注釈 6]のような勝てるクルマを中古でも構わないのでお世話願えないでしょうか、と相談した[13]。その後、西ドイツ（当時）と手紙や電報でやり取りする間に904がリリースされ、ハンシュタインがアメリカ輸出分のうち1台を提供してくれることになった[13]。最後の電報には「ヨーロッパではペダル位置調節用のピアノ線が切れる事故が続出している」との注意書きと代用品の指示があった[13]。
- 571万円という価格については、ノーマルの356が250万円超なので、2台分と考えれば破格に安いと思った[12]。費用の半分は父親（式場病院[15]専務理事）に出してもらい、残りはトヨタとの契約金とアルバイト収入で賄った[16]。式場はジャズシンガー・ギタリストとしてかなりの額を稼いでおり、成城大学の同級生ミッキー・カーチスと共演したこともある[16]。空輸についてはパンアメリカン航空がスポンサーになってくれた[13]。

一方、当時のトヨタ製品企画室工長（チーフメカニック）は「第2回日本グランプリからサーキットに行くようになりました。このときは式場壮吉さんの助っ人でした。大切なポルシェ904GTSを壊されないように、コースに陣取って監視していました」との発言を残している。
904の修理にガレージを提供した藤井正行は、ポルシェ日本代理店（当時）の三和自動車関係者と一緒に作業したと証言し、「一部の週刊誌などで報道された様な、この904の修理に某国産車メーカーが全力をあげて協力したなどということはデマゴギズム以外の何物でもないことを、はっきりと申し上げておきたい」と述べている。
安藤純一（マシンコンストラクターブーメラン代表）の父である安藤実はトヨタの経理を担当していた（最後は取締役経理部長）。安藤は「親父はレースに関わるお金の調達なども行っていたらしいんです。人づてに聞いた話なので詳しくは分かりませんが、例の式場壮吉さんのポルシェ904の資金調達にも関係していたようですね」と語っている。

#### 式場・生沢の密約説
スカイラインGTがポルシェを抜いて1周トップを走った場面については、友人である生沢と式場の間に約束事があったのではないかと噂された。スタート前、生沢が「お願いだから1周だけでも前を走らせてくれ」と依頼し、「徹ちゃん、もし俺を抜けたら1周前を走らせてやるよ」と式場が了解したという説である。そして式場が周回遅れを抜きあぐねている間に生沢が前に出たので、式場は約束通り、生沢に前を走らせた。
トヨタの式場、浮谷東次郎、杉江博愛（徳大寺有恒）、プリンスの生沢、いすゞの浅岡重輝、新三菱の石津祐介、日産の三保敬太郎らは別々のメーカーと契約していたが、普段はホテルオークラの喫茶室「カメリア」を溜まり場とするレース仲間だった（彼らは904が三和自動車に納車されるところにも立ち会った）。レース前、生沢は式場のスタート準備を手伝い、レース後にはお揃いのVANのセーターを着て表彰台に上ったが、こうした行為は所属チームの反感を買ったという。
式場と生沢の対談やインタビューによると、「1周だけでも」というやり取りは友人同士の冗談だったという。
ヘアピンで抜かれた式場はすぐ生沢の背後に付け、続くスプーンカーブでは余裕で抜き返せる状態だったが、眼前を走るスカイラインGT車内のバックミラーを見ると、懸命にステアリングを操る生沢の表情が映っていた。そこでスタート前の会話を思い出し、後続との間隔も開いていたので「あいつも言ってたから、1周徹の後ろをついてみよう」と考えた。
ポルシェはクラッシュの影響でホイール・アライメントが狂い、真っ直ぐ走らない状態で出場していた。また、ギア比の設定がコースに合っておらず、プリンス陣営が輸入したダンロップのレーシングタイヤR6に比べると、公道用タイヤというハンデもあった。式場によれば「904の本来の実力の半分も出せていなかった。それでも勝てたのは、本来同じカテゴリーで競い合わないはずのクルマ同士だからです」という。

#### プリンスワークスの人間関係
ポルシェ対プリンスだけではなく、プリンスのチームメイト同士にも感情のやり取りがあった。生沢は式場に抜き返された後ペースを落とし、3位の砂子の前を塞ぐ格好となった。砂子は「お前がポルシェを追いかけられないなら、俺が行くからどけ」と何度も手で合図し、最後には後方からマシンをぶつけて道を譲らせた。
生沢は自伝の中で、ピットから「スティディ」の指示が出たのでマイペースを守っていたら抜かれてしまった（その際軽くぶつけられ、スピンしそうになった）と述べている。レース後「サインが出ているのに追い越すのは約束違反だ。ましてぶつけて抜いていくなんて」とチームに抗議し、午後のT-Vクラスでは「↓（ペースダウン）」の指示を無視して、チームメイト6台をごぼう抜きにして優勝した（終盤にはピットサインが「↓↓↓」になっていた）。この件でプリンス内部から「生意気な若造」「思い上がり」などと批難され、ワークスの一員としてやっていくのは色々と煩わしいと感じさせられたという。
一方、砂子は「2位の生沢が式場君のポルシェを抜いてトップに立ったのを見て、3位を走っていた俺は『やった、これでプリンスが優勝だ！』って喜んだんだからね」、「俺たちはプリンスを勝たせるためにレースをやっていたけど、生沢は自分が勝つことを優先していたってわけだろうな」と振り返っている。
なお、2年後の第3回日本GPでは、生沢が滝進太郎のポルシェ・906をブロックするチームプレーに徹し、砂子の優勝に貢献している。

#### スカイライン伝説
1周のみとはいえ、国産車が世界最強といわれるポルシェを抜いた出来事の反響は大きかった。翌日のスポーツ紙一面には「泣くなスカイライン、鈴鹿の華」との見出しが載り、スカイラインGTのホモロゲーション用100台のうち、5月1日に売り出された90数台はすぐに売り切れた。プリンスではスカイラインGTの量産予定はなかったが、ユーザーからの反響に応えて、オプションだったウェーバーキャブを標準装備するなど各部を改良した「スカイライン2000GT」を販売。「スカG」「羊の皮を被った狼」との愛称で若者に人気を博し、「スカイライン伝説」が築かれていくことになる。
プリンスは次の日本GPで打倒ポルシェを果たすべく、日本初のプロトタイプレーシングカー「R380」を開発する。以降、1960年代の日本GPでは「国内メーカーのワークスマシン」対「プライベーターのポルシェ」という構図の勝負が繰り広げられた。